# Marathon van Rome 2005
De marathon van Rome 2005 werd gelopen op 13 maart 2005. Het was de elfde editie van deze marathon.

## Uitslagen

### Mannen
| rang   | naam                 | land | tijd    |
| ------ | -------------------- | ---- | ------- |
| Goud   | Alberico Di Cecco    | ITA  | 2:08.02 |
| Zilver | Philip Manyim        | KEN  | 2:08.07 |
| Brons  | Daniel Yego          | KEN  | 2:08.16 |
| 4      | Ottavio Andriani     | ITA  | 2:10.12 |
| 5      | Trfe Tefera Dawit    | ETH  | 2:11.02 |
| 6      | Degene Nigusse       | ETH  | 2:11.29 |
| 7      | Francesco Ingargiola | ITA  | 2:12.24 |
| 8      | William Kipchumba    | KEN  | 2:12.36 |
| 9      | Samuel Chemweno      | KEN  | 2:12.52 |
| 10     | David Maiyo          | KEN  | 2:13.00 |
| 11     | Patrick Chumba       | UGA  | 2:15.45 |
| 12     | Pasteur Nyabenda     | BUR  | 2:16.14 |
| 13     | Lehtinen Tuomo       | FIN  | 2:16.45 |
| 14     | Mohamed Bichir       | MAR  | 2:17.13 |
| 15     | Alberts Wynston      | USA  | 2:18.13 |
| 16     | Giorgio Calcaterra   | ITA  | 2:19.45 |
| 17     | Robert Kipyego       | KEN  | 2:19.54 |
| 18     | Marco Romano         | ITA  | 2:21.37 |
| 19     | Paul Atudonyang      | KEN  | 2:22.41 |
| 20     | Benjamin Kiptarus    | KEN  | 2:23.04 |
| 21     | Danilo Travaglini    | ITA  | 2:26.27 |
| 22     | Sreten Ninkovic      | SCG  | 2:26.29 |
| 23     | Jens Koestle         | GER  | 2:27.01 |
| 24     | Tommaso Vaccina      | ITA  | 2:27.13 |
| 25     | Jakob Jensen         | DEN  | 2:27.25 |

### Vrouwen
| rang   | naam                 | land | tijd    |
| ------ | -------------------- | ---- | ------- |
| Goud   | Silvia Skortsova     | RUS  | 2:27.59 |
| Zilver | Tiziana Alagia       | ITA  | 2:31.46 |
| Brons  | Askale Tafa          | ETH  | 2:32.34 |
| 4      | Abeba Tolla          | ETH  | 2:34.11 |
| 5      | Edyta Lewansowska    | POL  | 2:35.43 |
| 6      | Svetlana Nechaeva    | RUS  | 2:43.35 |
| 7      | Elena Fadeeva        | UKR  | 2:44.48 |
| 8      | Epiphanie Nyrabarame | RWA  | 2:50.57 |
| 9      | Daymar Rabensteiner  | AUS  | 2:57.54 |
| 10     | Michelle Eggenhuizen | NED  | 2:58.41 |
| 11     | Ewa Kepa             | ITA  | 3:01.00 |
| 12     | Simona Vittori       | ITA  | 3:02.01 |
| 13     | Luisa Abbate         | ITA  | 3:03.32 |
| 14     | Karsta Parsiegla     | GER  | 3:09.53 |
| 15     | Jocelyne Villeton    | FRA  | 3:10.14 |

1982 ·
1983 ·
1984 ·
1985 ·
1986 ·
1987 ·
1988 ·
1989 ·
1990 ·
1991 ·
1995 ·
1996 ·
1997 ·
1998 ·
1999 ·
2000 ·
2001 ·
2002 ·
2003 ·
2004 ·
2005 ·
2006 ·
2007 ·
2008 ·
2009 ·
2010 ·
2011 ·
2012 ·
2013 ·
2014 ·
2015 ·
2016 ·
2017